# Bridgman-Gletscher
Der Bridgman-Gletscher ist ein steiler Gletscher an der Borchgrevink-Küste des ostantarktischen Viktorialands. Er fließt auf der Westseite der Hallett-Halbinsel zum Edisto Inlet, wo er zwischen dem Salmon- und dem Roberts-Kliff in einer aufschwimmenden Gletscherzunge endet.
Teilnehmer der von 1957 bis 1958 dauernden Kampagne im Rahmen der New Zealand Geological Survey Antarctic Expedition benannten ihn nach Leutnant Albert H. Bridgman von der United States Navy, Chirurg und Leiter der Hallett-Station während der Operation Deep Freeze des Jahres 1959.